# Xã Compton, Quận Yell, Arkansas
Xã Compton (tiếng Anh: Compton Township) là một xã thuộc quận Yell, tiểu bang Arkansas, Hoa Kỳ. Năm 2010, dân số của xã này là 94 người.